# Alfred Brice

a Compétitions nationales et continentales officielles uniquement.

b Matchs officiels uniquement.
Alfred Bailey Brice, né le 23 septembre 1871 à Weare et mort le 28 mai 1938 à Port Talbot, est un joueur gallois de rugby à XV évoluant au poste d'avant pour le pays de Galles.

## Biographie
Alfred Brice dispute son premier test match le 7 janvier 1899 contre l'équipe d'Angleterre. Il dispute son dernier test match contre l'équipe d'Irlande le 12 mars 1904. Il joue un total de 18 matchs en équipe nationale. Il joue en club avec le Aberavon RFC jusqu'en 1901 avant de rejoindre le Cardiff RFC où il passe cinq saisons.

## Palmarès
- Victoires dans le Tournoi britannique de rugby à XV 1900 et 1902
- triple couronne en 1900 et 1902

## Statistiques en équipe nationale
- 18 sélections
- 8 points (2 essais, 1 transformation)
- Sélections par année : 3 en 1899, 3 en 1900, 3 en 1901, 3 en 1902, 3 en 1903, 3 en 1904
- Participation à 6 tournois britanniques en 1899, 1900, 1901, 1902, 1903 et 1904